# يوسف المخيزيم
يوسف عبد الرحمن المخيزيم (ولد في 7 أغسطس 1998 في الرياض، السعودية) لاعب كرة قدم سعودي يجيد اللعب في مركز الظهير الأيمن وقلب الدفاع. يلعب حاليا لصالح نادي البحرين.